# Margarete Oehm
Margarete Oehm, también conocida como Margrit Baumeister  ( Stuttgart; 9 de enero de 1898 - ibidem; 6 de julio de 1978) fue una pintora y artista gráfica alemana que abandonó su arte cuando se casó a la edad de 28 años.

## Biografía
Los padres de Oehm fueron el fabricante de Stuttgart Friedrich Oehm (1850-1909) y su esposa Emma, de soltera Cunradi (1855-1933). Comenzó su formación privada como pintora y dibujante en Stuttgart, pero nunca se matriculó en una academia de arte. Durante la Primera Guerra Mundial, Margarethe Oehm trabajó en la cocina de guerra de la Cruz Roja en Stuttgart y de febrero a junio de 1918 asistió a una escuela profesional en Kassel. En 1919 se comprometió con Adolf Palm, hijo de un fabricante de Stuttgart, como se puede ver en un anuncio de compromiso en el "Schwäbisches Merkur". El compromiso debe haberse roto en los años siguientes. Después de graduarse de la escuela en 1918, permaneció en Bremen, Worpswede, Hamburgo, Blankenese, Hannover y Berlín durante sus “años de vagabundeo”. En Worpswede conoció al pintor y escritor Otto Tetjus Tügel y al artista gráfico y fotógrafo Hans Saebens.
En 1923 conoció al pintor y artista gráfico Willi Baumeister a través de la hermana del pintor Gustav Schleicher y tomó lecciones de él. En la segunda exposición de la Secesión de Stuttgart en 1924, Margarethe Oehm exhibió sus propias obras por primera vez. En 1926, Oehm y Baumeister, acompañados de un amigo, viajaron a los Países Bajos y también visitaron el estudio de Piet Mondrian. En el mismo año finaliza su propia actividad artística y el 20 de noviembre de 1926 se casa con Willi Baumeister. Luego, la pareja vivió en París durante unos meses y luego se mudó a Frankfurt , donde Baumeister había recibido una llamada a la escuela de artes y oficios.
Después de que los nacionalsocialistas llegaran al poder en 1933, la familia regresó a Stuttgart y Baumeister emigró internamente. Después de la muerte de Baumeister en 1955, Margrit Baumeister se convirtió en la administradora de bienes más importante de su obra. Sus propias obras no fueron redescubiertas ni expuestas hasta finales de la década de 1980.

## Exposiciones
- 1924: "Stuttgart Secession", segunda exposición, Kunstverein Stuttgart
- 1925: Gabinete de arte en Friedrichsplatz, Stuttgart
- 1987: "Stuttgart Secession", Galería Municipal Böblingen y Galería Schlichtenmaier Grafenau
- 2015: "La clase de las damas: las artistas femeninas conquistan el arte moderno" en la Galería Municipal de Böblingen